# Elecciones municipales de Chachapoyas de 2010
Las elecciones municipales de Chachapoyas de 2010 se llevaron a cabo el 3 de octubre de 2010 para elegir al alcalde y al Concejo Provincial de Chachapoyas para el periodo 2011-2014. La elección se celebró simultáneamente con elecciones regionales y municipales (provinciales y distritales) en todo el país.
El proceso estuvo caracterizado por la proliferación de movimientos independientes y la casi desaparición de los partidos políticos en Chachapoyas; por primera vez desde 1998, un candidato independiente ganó la alcaldía provincial: Diógenes Zavaleta Tenorio, del Movimiento Regional Fuerza Amazonense. Este resultado marcó el colapso de la competitividad de los partidos nacionales en el ámbito local. Leonardo Rojas Sánchez, exalcalde de Chachapoyas, se presentó como candidato de la coalición Juntos por Amazonas, que incluía al Partido Popular Cristiano, y quedó en segundo lugar. A pesar de esta alianza, ningún partido nacional en solitario logró representación en el concejo provincial, evento que no ocurría desde 1995.
En las elecciones distritales, el Movimiento Regional Fuerza Amazonense consolidó su posición como la primera fuerza política en la provincia al obtener el control de diez de los veinte concejos distritales, además de la alcaldía provincial. La coalición Juntos por Amazonas ganó en cuatro distritos, mientras que el Movimiento Independiente Surge Amazonas triunfó en dos. A pesar del caída de los partidos políticos nacionales, Alianza para el Progreso logró una victoria importante al ganar en La Jalca, el distrito más poblado, mientras que el Partido Aprista Peruano, que perdió gran parte de su caudal eletoral, obtuvo el control de dos distritos, incluyendo Leimebamba, el segundo más poblado.

## Sistema electoral
La Municipalidad Provincial de Chachapoyas es el órgano administrativo y de gobierno de la provincia de Chachapoyas. Está compuesta por el alcalde y el Concejo Provincial.
La votación del alcalde y el concejo se realiza en base al sufragio universal, que comprende a todos los ciudadanos nacionales mayores de dieciocho años, empadronados y residentes en la provincia de Chachapoyas y en pleno goce de sus derechos políticos, así como a los ciudadanos no nacionales residentes y empadronados en la provincia de Chachapoyas.
El Concejo Provincial de Chachapoyas está compuesto por 7 regidores elegidos por sufragio directo para un período de cuatro (4) años, en forma conjunta con la elección del alcalde (quien lo preside). La votación es por lista cerrada y bloqueada. Se asigna a la lista ganadora los escaños según el método d'Hondt o la mitad más uno, lo que más le favorezca. Es elegido como alcalde el candidato que ocupe el primer lugar de la lista que haya obtenido la más alta votación.

## Composición del Concejo Provincial de Chachapoyas
La siguiente tabla muestra la composición del Concejo Provincial de Chachapoyas antes de las elecciones.
| Partidos | Partidos                | Regidores |
| -------- | ----------------------- | --------- |
|          | Unión por el Perú       | 6         |
|          | Integración 6 de Junio  | 1         |
|          | Partido Aprista Peruano | 1         |
|          | Fuerza Democrática      | 1         |

## Partidos y candidatos
A continuación se muestra una lista de los principales partidos y alianzas electorales que participaron en las elecciones:
| Candidatura | Candidatura  | Partidos y alianzas | Candidatos | Candidatos                | Ideología                                                          | Resultado previo | Resultado previo | Ref. |
| Candidatura | Candidatura  | Partidos y alianzas | Candidatos | Candidatos                | Ideología                                                          | Votos (%)        | Reg.             | Ref. |
| ----------- | ------------ | --- | ---------- | ------------------------- | ------------------------------------------------------------------ | ---------------- | ---------------- | ---- |
|             | UPP          | Lista - Unión por el Perú (UPP) |            | Raúl Gutiérrez Hidalgo    | Socialdemocracia Nacionalismo de izquierda                         | 26.09%           | 6                |      |
|             | PPC–JxA– I6J | Lista - Alianza Electoral Juntos por Amazonas (JxA) – Partido Popular Cristiano (PPC) – Juntos por Amazonas (JxA) – Integración 6 de Junio (I6J) |            | Leonardo Rojas Sánchez    | Regionalismo amazonense                                            | 24.81%           | 1                |      |
|             | APRA         | Lista - Partido Aprista Peruano (APRA) |            | Jorge La Torre y Jiménez  | Aprismo                                                            | 16.49%           | 1                |      |
|             | APP          | Lista - Alianza para el Progreso (APP) |            | Merle Guimac Tafur        | Liberalismo económico Conservadurismo liberal Populismo de derecha | Nuevo            | Nuevo            |      |
|             | MORAUAC      | Lista - Movimiento Regional Amazonense Unidos al Campo (MORAUAC)                                                                                 |            | Cesareo Tuesta Silva      | Regionalismo amazonense                                            | Nuevo            | Nuevo            |      |
|             | MIRA         | Lista - Movimiento de Integración Regional Amazónico (MIRA)                                                                                      |            | Jindley Vargas Zumaeta    | Regionalismo amazonense                                            | Nuevo            | Nuevo            |      |
|             | SA           | Lista - Movimiento Independiente Surge Amazonas (SA)                                                                                             |            | Manuel Cabañas López      | Regionalismo amazonense                                            | Nuevo            | Nuevo            |      |
|             | FA           | Lista - Movimiento Regional Fuerza Amazonense (FA)                                                                                               |            | Diógenes Zavaleta Tenorio | Regionalismo amazonense                                            | Nuevo            | Nuevo            |      |
|             | UDA          | Lista - Unidad y Democracia de Amazonas (UDA) |            | Francisco Ramos Santillán | Regionalismo amazonense                                            | Nuevo            | Nuevo            |      |

## Resultados

### Sumario general
| |                                                          |              |              |              |           |           |
| Partidos y coaliciones                                                                                  | Partidos y coaliciones                                   | Voto popular | Voto popular | Voto popular | Regidores | Regidores |
| Partidos y coaliciones                                                                                  | Partidos y coaliciones                                   | Votos        | %            | +/−          | Total     | +/−       |
| | Movimiento Regional Fuerza Amazonense (FA)               | 7,921        | 34.44        | Nuevo        | 5         | +5        |
| | Alianza Electoral Juntos por Amazonas (PPC–I6J–JxA)1     | 5,382        | 23.40        | –1.41        | 2         | +1        |
| | Movimiento Independiente Surge Amazonas (SA)             | 2,096        | 9.11         | Nuevo        | 0         | ±0        |
| | Unidad y Democracia de Amazonas (UDA)                    | 2,010        | 8.74         | Nuevo        | 0         | ±0        |
| | Movimiento Regional Amazonense Unidos al Campo (MORAUAC) | 1,898        | 8.25         | Nuevo        | 0         | ±0        |
| | Partido Aprista Peruano (APRA)                           | 1,276        | 5.55         | –10.94       | 0         | –1        |
| | Alianza para el Progreso (APP)                           | 1,131        | 4.92         | Nuevo        | 0         | ±0        |
| | Movimiento de Integración Regional Amazónico (MIRA)      | 1,027        | 4.47         | Nuevo        | 0         | ±0        |
| | Unión por el Perú (UPP)                                  | 257          | 1.12         | –24.97       | 0         | –6        |
| |                                                          |              |              |              |           |           |
| Total                                                                                                   | Total                                                    | 22,998       |              |              | 7         | –2        |
| |                                                          |              |              |              |           |           |
| Votos válidos                                                                                           | Votos válidos                                            | 22,998       | 85.93        | –0.74        |           |           |
| Votos en blanco                                                                                         | Votos en blanco                                          | 1,719        | 6.42         | –1.39        |           |           |
| Votos nulos                                                                                             | Votos nulos                                              | 2,046        | 7.64         | +2.12        |           |           |
| Votos emitidos                                                                                          | Votos emitidos                                           | 26,763       | 84.28        | –1.35        |           |           |
| Abstenciones                                                                                            | Abstenciones                                             | 4,993        | 15.72        | +1.35        |           |           |
| Votantes registrados                                                                                    | Votantes registrados                                     | 31,756       |              |              |           |           |
| |                                                          |              |              |              |           |           |
| Fuente:                                                                                                 |                                                          |              |              |              |           |           |
| Notas al pie: 1 Comparado con los resultados de Integración 6 de Junio (I6J) en las elecciones de 2006. |                                                          |              |              |              |           |           |
| Notas al pie:                                                                                           |                                                          |              |              |              |           |           |
| 1 Comparado con los resultados de Integración 6 de Junio (I6J) en las elecciones de 2006.               |                                                          |              |              |              |           |           |

### Concejo Provincial de Chachapoyas
| Cargo                              | Autoridad electa          | Partido político | Partido político                      |
| ---------------------------------- | ------------------------- | ---------------- | ------------------------------------- |
| Alcalde Provincial de Chachapoyas  | Diógenes Zavaleta Tenorio |                  | Movimiento Regional Fuerza Amazonense |
| Regidor Provincial de Chachapoyas  | River Chávez Santos       |                  | Movimiento Regional Fuerza Amazonense |
| Regidora Provincial de Chachapoyas | Adela Guevara Rubio       |                  | Movimiento Regional Fuerza Amazonense |
| Regidor Provincial de Chachapoyas  | Edison Valdez Santillán   |                  | Movimiento Regional Fuerza Amazonense |
| Regidora Provincial de Chachapoyas | Gissel Rojas Arana        |                  | Movimiento Regional Fuerza Amazonense |
| Regidor Provincial de Chachapoyas  | José Vega Lacerna         |                  | Movimiento Regional Fuerza Amazonense |
| Regidor Provincial de Chachapoyas  | Jorge Herrera Torres      |                  | Alianza Electoral Juntos por Amazonas |
| Regidora Provincial de Chachapoyas | Lynn Mendoza Zuta         |                  | Alianza Electoral Juntos por Amazonas |

## Elecciones municipales distritales

### Sumario general
| Partidos y coaliciones                                                                                  | Partidos y coaliciones                                   | Voto popular | Voto popular | Voto popular | Alcaldías | Alcaldías |
| Partidos y coaliciones                                                                                  | Partidos y coaliciones                                   | Votos        | %            | +/−          | Total     | +/−       |
| --- | -------------------------------------------------------- | ------------ | ------------ | ------------ | --------- | --------- |
| | Movimiento Regional Fuerza Amazonense (FA)               | 3,206        | 26.56        | Nuevo        | 10        | +10       |
| | Alianza Electoral Juntos por Amazonas (PPC–I6J–JxA)1     | 2,521        | 20.88        | +8.64        | 4         | +3        |
| | Movimiento Regional Amazonense Unidos al Campo (MORAUAC) | 1,584        | 13.12        | +7.02        | 0         | –1        |
| | Unidad y Democracia de Amazonas (UDA)                    | 1,079        | 8.94         | Nuevo        | 1         | +1        |
| | Movimiento Independiente Surge Amazonas (SA)             | 979          | 8.11         | Nuevo        | 2         | +2        |
| | Partido Aprista Peruano (APRA)                           | 939          | 7.78         | –18.24       | 2         | –4        |
| | Alianza para el Progreso (APP)                           | 855          | 7.08         | +6.05        | 1         | +1        |
| | Movimiento de Integración Regional Amazónico (MIRA)      | 758          | 6.28         | Nuevo        | 0         | ±0        |
| | Acción Popular (AP)                                      | 114          | 0.94         | –9.05        | 0         | –4        |
| | Unión por el Perú (UPP)                                  | 37           | 0.31         | –16.65       | 0         | –4        |
| |                                                          |              |              |              |           |           |
| Total                                                                                                   | Total                                                    | 12,072       |              |              | 20        | ±0        |
| |                                                          |              |              |              |           |           |
| Votos válidos                                                                                           | Votos válidos                                            | 12,072       | 85.22        | –1.79        |           |           |
| Votos en blanco                                                                                         | Votos en blanco                                          | 1,350        | 9.53         | +0.73        |           |           |
| Votos nulos                                                                                             | Votos nulos                                              | 744          | 5.25         | +1.05        |           |           |
| Votos emitidos                                                                                          | Votos emitidos                                           | 14,166       | 86.91        | –1.73        |           |           |
| Abstenciones                                                                                            | Abstenciones                                             | 2,133        | 13.09        | +1.73        |           |           |
| Votantes registrados                                                                                    | Votantes registrados                                     | 16,299       |              |              |           |           |
| |                                                          |              |              |              |           |           |
| Fuente:                                                                                                 |                                                          |              |              |              |           |           |
| Notas al pie: 1 Comparado con los resultados de Integración 6 de Junio (I6J) en las elecciones de 2006. |                                                          |              |              |              |           |           |
| Notas al pie:                                                                                           |                                                          |              |              |              |           |           |
| 1 Comparado con los resultados de Integración 6 de Junio (I6J) en las elecciones de 2006.               |                                                          |              |              |              |           |           |

### Resultados por distrito
La siguiente tabla enumera el control de los distritos de la provincia de Chachapoyas. El cambio de mando de una organización política se resalta del color de ese partido.
| Distrito                | Alcalde(sa) titular       | Partido político | Partido político        | Alcalde(sa) electo(a)     | Partido político | Partido político         |
| ----------------------- | ------------------------- | ---------------- | ----------------------- | ------------------------- | ---------------- | ------------------------ |
| Asunción                | Helda Molinari Trauco     |                  | Fuerza Democrática      | Hebert Mas Camus          |                  | Surge Amazonas           |
| Balsas                  | Eugenio Tirado Ortiz      |                  | Unión por el Perú       | Roberto Cotrina Chávez    |                  | Fuerza Amazonense        |
| Cheto                   | Elita Culquimboz Huamán   |                  | Partido Aprista Peruano | Ulises Santillán Tejada   |                  | Fuerza Amazonense        |
| Chiliquín               | Lázaro Quiroz Chuqui      |                  | Partido Aprista Peruano | Mario Mas Pinedo          |                  | Juntos por Amazonas      |
| Chuquibamba             | Alejandro Zelada Abanto   |                  | Partido Aprista Peruano | Hector Díaz Añasco        |                  | Fuerza Amazonense        |
| Granada                 | Enoc Pilco Valle          |                  | Partido Aprista Peruano | Toni Huamán Sopla         |                  | Fuerza Amazonense        |
| Huancas                 | Asunción Inga Cruz        |                  | Unión por el Perú       | Asunción Inga Cruz        |                  | Fuerza Amazonense        |
| La Jalca                | José Culqui Velásquez     |                  | Unión por el Perú       | José Puscán Huamán        |                  | Alianza para el Progreso |
| Leimebamba              | Engels Escobedo Portal    |                  | Fuerza Democrática      | Nelson Oyarce Escuadra    |                  | Partido Aprista Peruano  |
| Levanto                 | Rodolfo Inga Huamán       |                  | Acción Popular          | Leoncio Herrera Santillán |                  | Juntos por Amazonas      |
| Magdalena               | Diógenes Zavaleta Tenorio |                  | Fuerza Democrática      | Jose Tenorio Tauma        |                  | Fuerza Amazonense        |
| Mariscal Castilla       | Pedro Tuesta Culqui       |                  | Integración 6 de Junio  | Einen Rojas López         |                  | Fuerza Amazonense        |
| Molinopampa             | Zonia Negrón Tafur        |                  | Acción Popular          | Gilberto Perea Cruz       |                  | Unidad y Democracia      |
| Montevideo              | Adalberto Rojas Gutiérrez |                  | Unidos al Campo         | Emilfero Epquin Rojas     |                  | Partido Aprista Peruano  |
| Olleros                 | Nilcer Vargas Lápiz       |                  | Fuerza Democrática      | Victor Culqui Puerta      |                  | Juntos por Amazonas      |
| Quinjalca               | Braulio Goñas Culqui      |                  | Acción Popular          | Braulio Goñas Culqui      |                  | Juntos por Amazonas      |
| San Francisco de Daguas | Aurelio Julca Torres      |                  | Acción Popular          | Ludmilia Culquimboz Ruiz  |                  | Surge Amazonas           |
| San Isidro de Maino     | José Santillán Vásquez    |                  | Partido Aprista Peruano | Jhenrry Salón Montoya     |                  | Fuerza Amazonense        |
| Soloco                  | Cenovio Loja Culqui       |                  | Unión por el Perú       | Celso Bardales Montoya    |                  | Fuerza Amazonense        |
| Sonche                  | Segundo García Alvarado   |                  | Partido Aprista Peruano | Delmir Trauco Villarial   |                  | Fuerza Amazonense        |